# 羅賓斯維爾 (北卡羅萊納州)
羅賓斯維爾（英語：Robbinsville）是一個位於美國北卡羅萊納州葛蘭姆縣的城鎮，為葛蘭姆縣之縣治。

## 人口
根據2020年美國人口普查的數據，羅賓斯維爾的面積為1.73平方千米，當中陸地面積為1.72平方千米，而水域面積為0.01平方千米。當地共有人口597人，而人口密度為每平方千米345人。